# Oligomyrmex sarasinorum
Oligomyrmex sarasinorum är en myrart som först beskrevs av Carlo Emery 1901.  Oligomyrmex sarasinorum ingår i släktet Oligomyrmex och familjen myror. Inga underarter finns listade i Catalogue of Life.